# ハイマーク・スタジアム
ハイマーク・スタジアム（Highmark Stadium）は、アメリカ合衆国ニューヨーク州バッファロー郊外のオーチャードパークにあるスタジアム。NFLのバッファロー・ビルズの本拠地である。1973年開場。1998年までリッチ・スタジアム（Rich Stadium）、1999年から2015年までラルフ・ウィルソン・スタジアム（Ralph Wilson Stadium）、2016年から2019年までニューエラ・フィールド（New Era Field）、2020年から2021年までビルズ・スタジアム（Bills Stadium）という名称だった。

## 概要
NFLの規定でスタジアムの収容人員は5万人以上と定められているため、1970年のAFLからNFLへの合流に際し、本拠地のウォー・メモリアル・スタジアムが規格外となってしまった。ビルズのラルフ・ウィルソンオーナーは、シアトルやタンパ（当時はチームが存在していなかった）への移転を示唆するも、エリー郡が譲らず、1972年にオーチャードパークに新スタジアムが建設されることになった。
当時では珍しかったスタジアムの命名権も募集し、バッファローに本社を置く食品企業のリッチ・プロダクツと25年150万ドルの契約を結び、1973年にリッチ・スタジアム（Rich Studium）として開場した。NFLのバッファロー・ビルズの試合だけでなく、ドラムコーの世界大会なども行なわれた。
1999年からはバッファロー・ビルズのオーナーのラルフ・ウィルソンにちなみ、ラルフ・ウィルソン・スタジアム（Ralph Wilson Stadium）としていた。但し、依然としてスタジアムの所有権はエリー郡にあり、バッファロー・ビルズはレンタル契約により使用している。
また、2008年1月1日には、アメリカでは初めて屋外での開催となるNHLウィンター・クラシックのバッファロー・セイバーズ対ピッツバーグ・ペンギンズ戦が行われた（NHL全体ではカナダ・エドモントンのコモンウェルス・スタジアムで試合が開催された例がある）。
2012年、バッファロー・ビルズとリース契約を10年延長した。
2016年8月には、バッファローに本社を置くキャップメーカーのニューエラ・キャップ・カンパニーが命名権を取得し、ニューエラ・フィールド（New Era Field）となった。
2020年7月15日、ニューエラからのネーミングライツ契約の終了の申し出により、7月24日でスタジアム名を変更することになった。なお、ビルズは新しいネーミングライツ先が決まるまで、暫定措置としてビルズ・スタジアムとすることを発表した。2021年3月29日、健康保険企業のハイマーク・ブルークロス・ブルーシールド・オブ・ウエスタン・ニューヨークと10年間の命名権を締結し、新たなスタジアム名をハイマーク・スタジアムとすることを発表した。
風が強いことでも知られており、これまでこのスタジアムを本拠地とするビルズのプレースキッカーでプロボウルに選出されたのは、1988年のスコット・ノーウッドただ1人である。

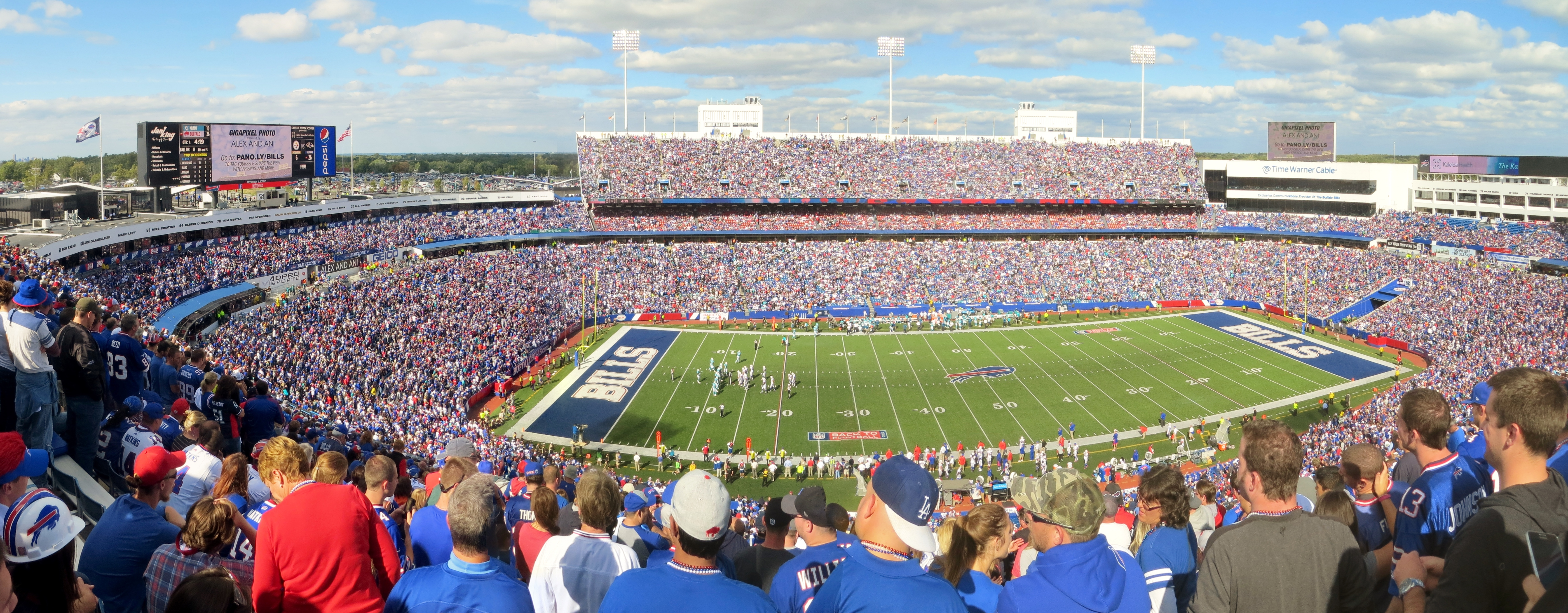
ラルフ・ウィルソン・スタジアム時代のパノラマビュー（2014年9月）